# 峯岡山分屯基地
峯岡山分屯基地（みねおかやまぶんとんきち、JASDF Mineokayama Sub Base）是日本航空自衛隊入間基地的分屯基地，位于千葉县南房总市丸山平塚2-564、海拔408米的愛宕山（千葉县最高峰）山頂附近，駐有第44警戒隊。
分屯基地司令同时兼任第44警戒隊長。

## 部署部隊
中部航空方面隊屬下
- （中部航空警戒管制団）
  - 第44警戒隊
- （第1高射群）
  - 指揮所運用隊峯岡山派遣班